# Haravilliers
Haravilliers egy község Franciaországban. Lakosainak száma 582 fő (2022. január 1.).

## Földrajza
Haravilliers Neuville-Bosc, Le Heaulme, Chavençon, Arronville, Berville, Bréançon, Neuilly-en-Vexin és Theuville községekkel határos.